# F1 2000
F1 2000 is een racecomputerspel voor Windows en PlayStation. Het spel werd uitgegeven door EA Sports op 6 januari 2000 in Japan voor de PlayStation. In de Verenigde Staten kwam het spel op 29 februari 2000 uit, in Europa op 10 juni 2000. Een Windows-versie volgde op 31 maart 2000.
F1 2000 is het laatste spel van Visual Sciences uit de serie wat uitgebracht werd voor de PlayStation. Het spel draagt een officiële Formule 1-licentie.

## Gameplay
Het spel bevat verschillende speelmodes:
- Full Championship (volledig kampioenschap)
- Quick Race (snelle race)
- Racing Weekend (raceweekend)
- Custom Grid (aangepaste route)
- Time Trial (tijdrit)

In het multiplayer-gedeelte kan de speler kiezen uit een gedeeld scherm voor twee spelers of een hotseat-tijdrit tot 22 spelers.

### Racecircuits
- Albert Park Street Circuit
- Autódromo José Carlos Pace
- Autodromo Enzo e Dino Ferrari
- Silverstone
- Circuit de Catalunya
- Nürburgring
- Circuit de Monaco
- Circuit Gilles Villeneuve
- Circuit Magny-Cours
- A1-Ring
- Hockenheimring Baden-Württemberg
- Hungaroring
- Autodromo Nazionale Monza
- Indianapolis Motor Speedway
- Suzuka International Racing Course
- Sepang International Circuit
- Circuit Spa-Francorchamps